# Confrontos entre Feirense e Fluminense de Feira no futebol
Feirense versus Fluminense de Feira é um clássico de futebol recente da cidade baiana de Feira de Santana entre o Fluminense de Feira Futebol Clube e o Feirense Esporte Clube. Geralmente, a partida é realizada no Estádio Alberto Oliveira, o "Jóia da Princesa".
Numa partida realizada entre eles em 22 de março de 2009, o Fluminense lutava para garantir uma vaga entre os 4 clubes que se classificavam para a 2ª fase do campeonato, enquanto que o Feirense brigava pela permanência na 1ª divisão estadual, fato que mais tarde, devido a uma vitória a mais que o Poções, manteria o clube na 1ª divisão, escapando, assim, do rebaixamento.

## Confrontos recentes
| Data                    | Mandante            | Placar | Visitante           | Estádio                  | Público | Competição  |                |
| ----------------------- | ------------------- | ------ | ------------------- | ------------------------ | ------- | ----------- | -------------- |
| 11 de março de 2012     | Feirense            | 4 – 2  | Fluminense de Feira | Estádio Joia da Princesa | 819     | Baiano 2012 | súmula borderô |
| 15 de fevereiro de 2012 | Fluminense de Feira | 1 – 1  | Feirense            | Estádio Joia da Princesa | 858     | Baiano 2012 | súmula borderô |